# Хьюз, Аарон
А́арон Уи́льям Хьюз (англ. Aaron William Hughes; 8 ноября 1979, Кукстаун) — североирландский футболист, защитник. Выступал за сборную Северной Ирландии.

## Карьера

### Клубная
Всю карьеру провёл в английских клубах — «Ньюкасл Юнайтед», «Астон Вилла», «Фулхэм», «Куинз Парк Рейнджерс», «Брайтон энд Хоув Альбион». Летом 2015 года в возрасте 35 лет впервые подписал контракт с клубом за пределами Англии — с австралийским «Мельбурн Сити». Сыграв за мельбурнский клуб всего 6 матчей (1 гол), покинул команду в апреле 2016 года. Несмотря на отсутствие клубной практики, был включён в состав сборной Северной Ирландии на чемпионат Европы 2016 года во Франции.
В январе 2017 года перешёл в «Харт оф Мидлотиан».

### Международная
Дебютировал в сборной Северной Ирландии в возрасте 18 лет 25 марта 1998 года в игре против команды Словакии. Впервые надел капитанскую повязку в сборной 17 апреля 2002 года в игре против Испании в Белфасте. Был капитаном сборной с 2003 по 2011 годы. 10 августа 2011 года забил свой первый и единственный мяч за сборную в ворота команды Фарерских островов в отборочном матче чемпионата Европы 2012 года.
В сентябре 2011 года объявил о завершении международной карьеры, сыграв за сборную 79 матчей. Однако уже в феврале 2012 года поменял своё решение и вернулся в сборную, которую возглавил Майкл О’Нил.
Занимает второе место в истории сборной Северной Ирландии по количеству сыгранных матчей, уступая только голкиперу Пату Дженнингсу (119 матчей). 4 июня 2016 года в товарищеском матче против сборной Словакии накануне Евро-2016 Аарон сыграл свой 100-й матч за сборную Северной Ирландии, став первым полевым игроком в истории страны, достигшим этой отметки.